# Lokve pri Dobrniču
Lokve pri Dobrniču este o localitate din comuna Trebnje, Slovenia, cu o populație de 24 de locuitori.